# NGC 7623
NGC 7623 је лентикуларна галаксија у сазвежђу Пегаз која се налази на NGC листи објеката дубоког неба.
Деклинација објекта је + 8° 23' 47" а ректасцензија 23h 20m 29,9s. Привидна величина (магнитуда) објекта NGC 7623 износи 12,8 а фотографска магнитуда 13,8. NGC 7623 је још познат и под ознакама UGC 12526, MCG 1-59-56, CGCG 406-75, NPM1G +08.0554, PGC 71132.